# Hypolimnas jacintha
Hypolimnas jacintha är en fjärilsart som beskrevs av Dru Drury 1773. Hypolimnas jacintha ingår i släktet Hypolimnas och familjen praktfjärilar. Inga underarter finns listade i Catalogue of Life.